# Nannowithius aethiopicus
Nannowithius aethiopicus es una especie de arácnido del orden Pseudoscorpionida de la familia Withiidae.

## Distribución geográfica
Se encuentra en Eritrea.